# 乞颜
乞颜部，又译奇源部，是12世紀蒙古草原的一個部落，屬於尼倫蒙古，是鐵木真所在的部落。成吉思汗统一草原之前也称为蒙古部。奇渥温为“乞雅惕”（羅馬化：Qiyad）之异译，意即乞颜之子孙众，惕（d）为复数词缀。

## 歷史
乞顏是古老的蒙古氏族名，9世紀額爾古納河一帶就有乞顏氏，鐵木真的曾祖父合不勒汗恢復使用此名，以乞顏為其後裔的姓氏。乞颜部有许多分支家族，主要有孛儿只斤氏、主儿乞氏、泰赤乌。金朝曾冊封乞顏部合不勒汗為蒙兀國王。

## 合罕
- 合不勒汗
- 俺巴孩汗
- 忽图剌
- 成吉思汗

## 外部連結
- 《新五代史·卷七十三·四夷附录第二》 （页面存档备份，存于）